# Banco de Prótesis
El  Banco de Prótesis es un asociación civil sin fines de lucro con un hospital especializado en Uruguay. El mismo se encuentra ubicado sobre la Avenida Italia 5286 en Montevideo.

## Historia
Fundado en 1973. Creado el a iniciativa del doctor profesor Óscar Guglielmone. En 1996 se emplaza en un lugar propio y definitivo, el primer lugar en contar con una sala blanca para en América Latina y actualmente cuenta con dos.
Alrededor de cien médicos traumatólogos ejercen su actividad quirúrgica, especializado en ortopedia y colocación de prótesis de cadera y rodilla. El 26 de octubre de 2011, realizó su operación número 60 mil. El Banco de Prótesis funciona con un financiamiento del Fondo Nacional de Recursos.
Dirigido por Carlos Vallejo. En 2023 festejo junto al presidente Luis Lacalle Pou sus cincuenta años.